# Nowy Dwór Momajński
Nowy Dwór Momajński (deutsch Neuhof-Momehnen) ist ein kleiner Ort in der polnischen Woiwodschaft Ermland-Masuren und gehört zur Gmina Barciany (Landgemeinde Barten) im Powiat Kętrzyński (Kreis Rastenburg).

## Geographische Lage
Nowy Dwór Momajński liegt in der nördlichen Mitte der Woiwodschaft Ermland-Masuren, acht Kilometer südwestlich der einstigen Kreisstadt Gerdauen (heute russisch Schelesnodoroschny) und 26 Kilometer nordwestlich der heutigen Kreismetropole Kętrzyn (deutsch Rastenburg).

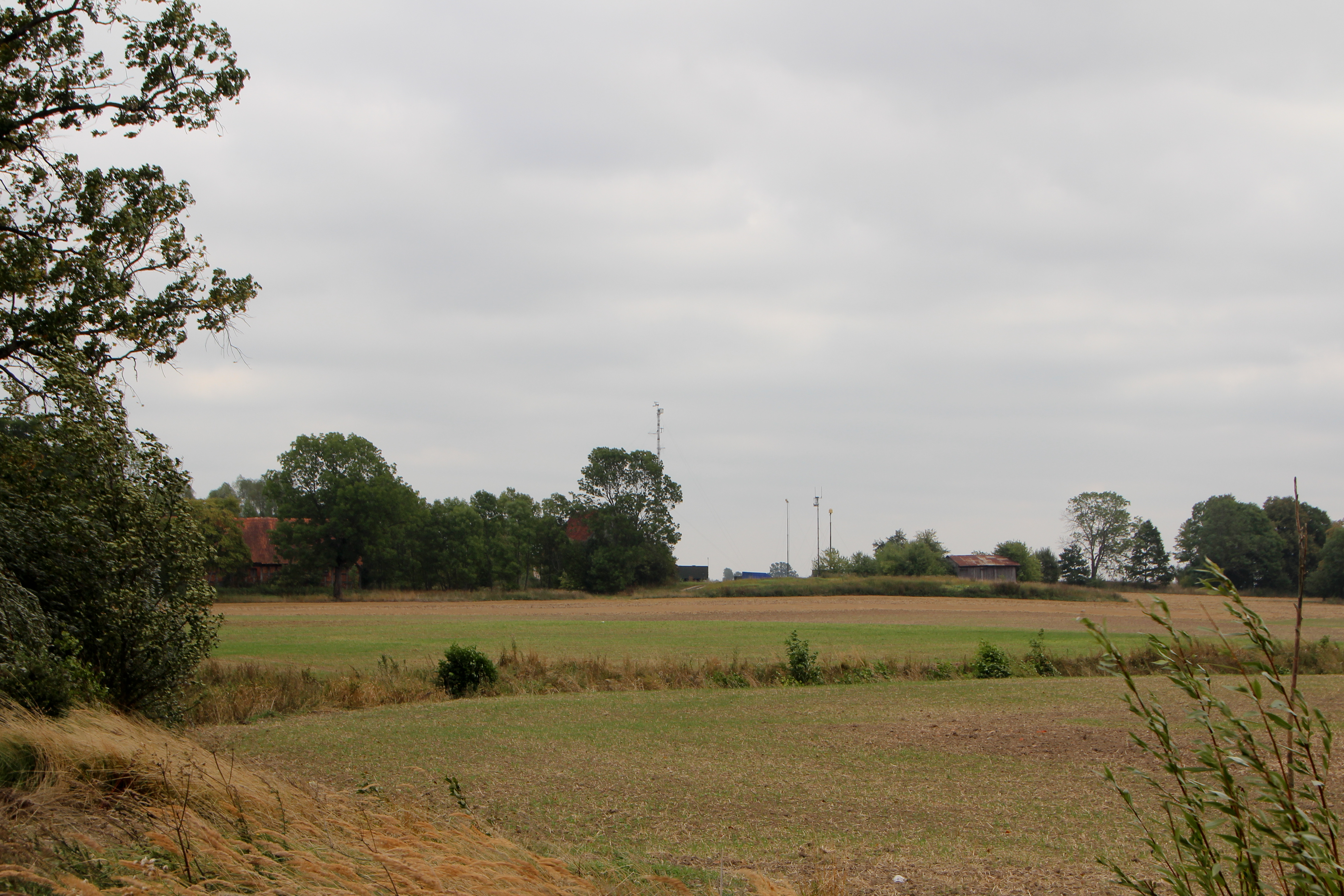
Blick auf Nowy Dwór Momajński

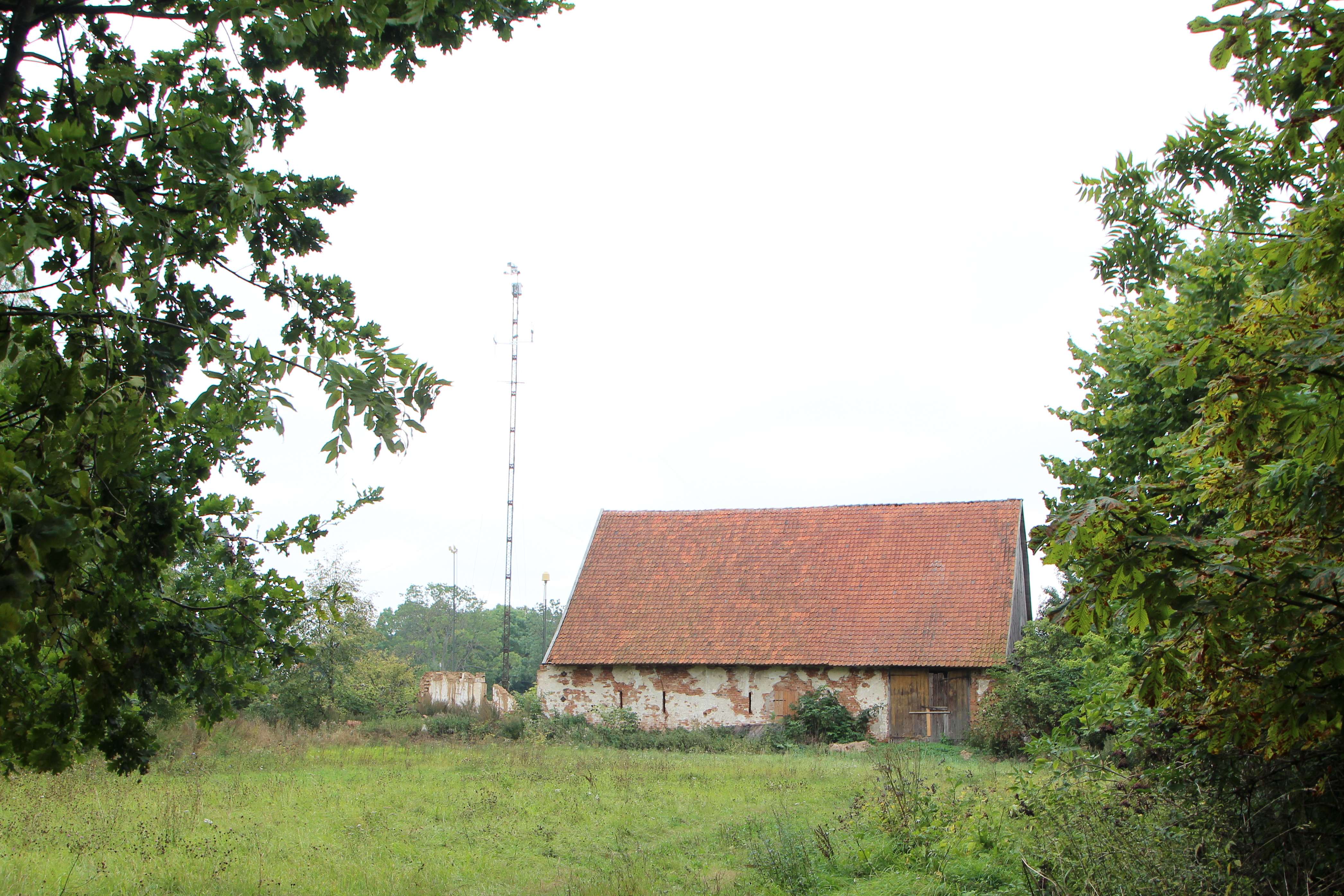
Alte Scheune in Nowy Dwór Momajński

## Geschichte
Der noch vor 1820 Neuhof (ohne Zusatzbezeichnung) genannte Ort war ein kleines ostpreußisches Gutsdorf. 1874 wurde es in den neu errichteten Amtsbezirk Momehnen (polnisch Momajny) eingegliedert, der zum Kreis Gerdauen in der preußischen Provinz Ostpreußen gehörte. Im Jahre 1910 zählte Neuhof-Momehnen 65 Einwohner.
Am 30. September 1928 wurde der Gutsbezirk Neuhof-Momehnen zusammen mit dem Gutsbezirk Ludwigshöhe (polnisch Piskorze) in die Landgemeinde Momehnen (polnisch Momajny) eingemeindet und war bis 1945 ein Wohnplatz dieser Gemeinde.
In Kriegsfolge kam das gesamte südliche Ostpreußen – und mit ihm auch Neuhof-Momehnen – 1945 zu Polen. Der kleine Ort erhielt die polnische Namensform „Nowy Dwór Momajński“ und ist heute ein Weiler des Dorfes Momajny (polnisch Przysiółek wsi Momajny) im Verbund der Landgemeinde Barciany (Barten) im Powiat Kętrzyński (Kreis Rastenburg), bis 1998 der Woiwodschaft Olsztyn, seither der Woiwodschaft Ermland-Masuren zugehörig.

## Kirche
Bis 1945 war Neuhof-Momehnen in die evangelische Kirche Momehnen in der Kirchenprovinz Ostpreußen der Kirche der Altpreußischen Union sowie in die katholische Kirche St. Bruno in Insterburg (heute russisch Tschernjachowsk) im Bistum Ermland eingepfarrt.
Heute gehört Nowy Dwór Momajński katholischerseits zur Pfarrei Momajny im jetzigen Erzbistum Ermland sowie evangelischerseits zur Kirchengemeinde in Barciany, einer Filialgemeinde der Johanneskirche in Kętrzyn in der Diözese Masuren der Evangelisch-Augsburgischen Kirche in Polen.

## Verkehr
Nowy Dwór Momajński liegt an einer Nebenstraße, die von Garbno (Laggarben) nach Momajny (Momehnen) führt. Eine Bahnanbindung existiert nicht.